# Sanitäter

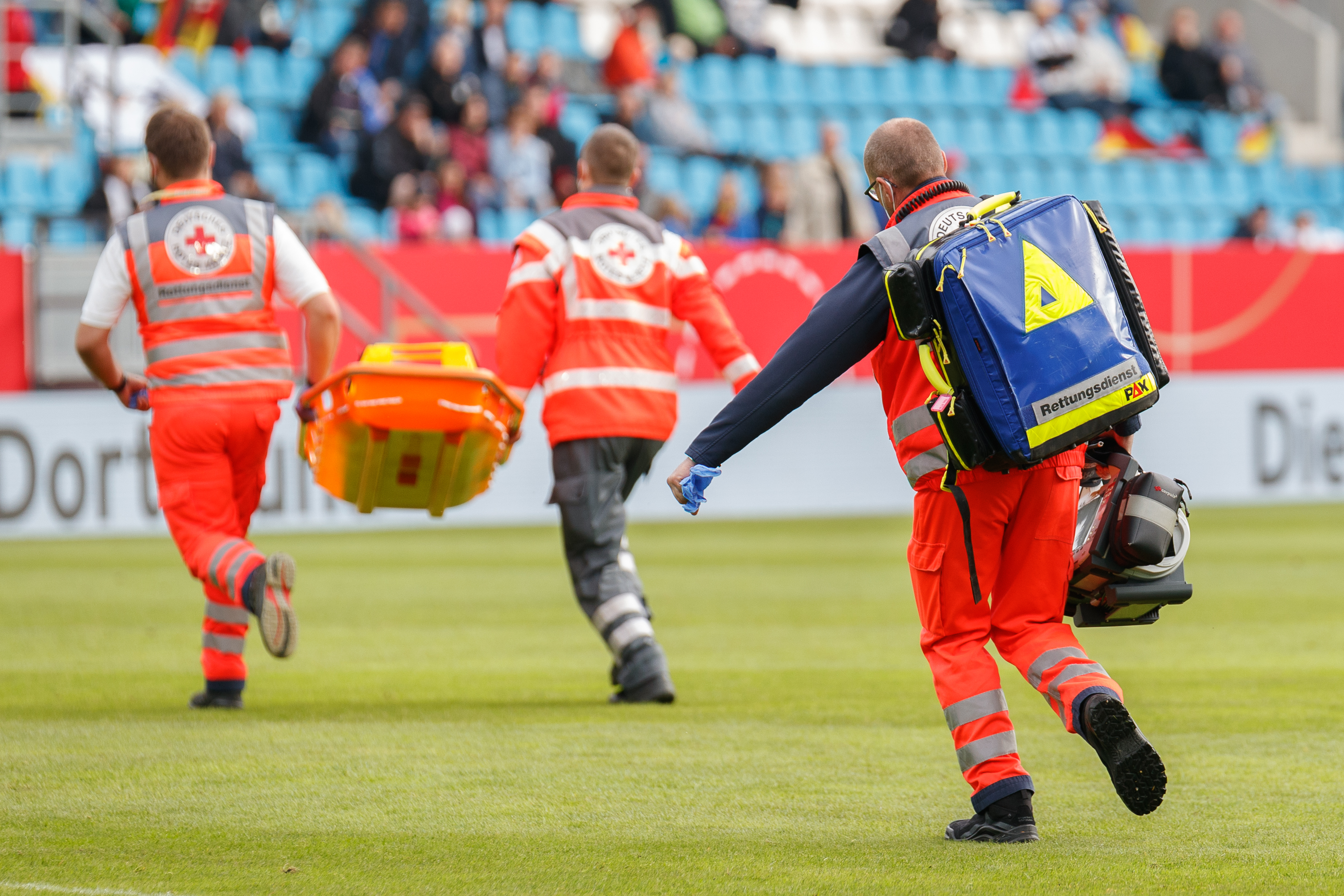
Sanitäter bei einem Fußballspiel

Sanitäter (von lateinisch sanitas „Gesundheit“) ist im Allgemeinen eine Bezeichnung für nichtärztliches Personal im Sanitäts-/Rettungsdienst oder des militärischen Sanitätswesens sowie im Speziellen für eine Person, die eine Sanitätsausbildung absolviert hat.

## Deutschland

### Bezeichnung
In Deutschland bezeichnet der Begriff Sanitäter oder Sanitätshelfer (SanH oder SanHe abgekürzt) neben der allgemeinen Bedeutung für nichtärztliches Personal in der Notfallmedizin im engeren Sinne auch
- eine Person, die eine Sanitäter- bzw. Sanitätshelferausbildung absolviert hat (im Gegensatz zu weiterführenden Ausbildungen nach staatlichen Ausbildungs- und Prüfungsordnungen: Rettungshelfer, Rettungssanitäter, Rettungsassistent bzw. Notfallsanitäter).
- einen Angehörigen des Schulsanitätsdienstes.
- einen Angehörigen des betrieblichen Sanitätsdienstes.
- die nichtärztlichen Angehörigen des militärischen Sanitätsdienstes.

Es gibt weitere Interpretationen und Abwandlungen für die Bezeichnung sowie unterschiedliche Ausbildungsstufen (siehe unten).

### Einsatzbereich

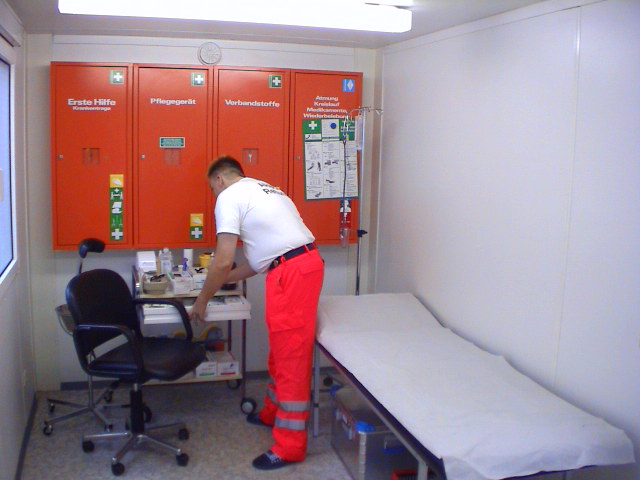
Sanitäter mit Material

Mitglieder von Hilfsorganisationen, die eine Sanitätsausbildung absolviert haben, werden üblicherweise im Sanitätswachdienst bei Veranstaltungen, im Sanitätsdienst (Katastrophenschutz), als Helfer vor Ort zur Überbrückung des therapiefreien Intervalls bis zum Eintreffen des Rettungsdienstes und auch als Hilfskraft im Rettungsdienst eingesetzt. Ebenfalls finden Sanitäter auch immer mehr Beschäftigung in Vereinen und Unternehmen, welche keiner Hilfsorganisation angehören, Anwendung. Die Sanitäter sichern dann entsprechende Veranstaltungen ab.
Die Sanitätsausbildung stellt auch eine Zusatzqualifikation für Einsatzkräfte anderer Organisationen (z. B. Feuerwehr, Technisches Hilfswerk) dar, hiermit werden Helfer zusätzlich für die erweiterte Erstversorgung von Betroffenen als auch für die Sicherung der eigenen Einsatzkräfte vorbereitet.
Schulsanitäter arbeiten im Schulsanitätsdienst und sorgen bei Unfällen oder plötzlichen Erkrankungen an ihrer Schule für die Erste Hilfe bis zum Eintreffen des Rettungsdienstes.
Ein Betriebssanitäter wird im betrieblichen Sanitätsdienst zur Erstversorgung bei Betriebsunfällen und Erkrankungen eingesetzt, dies ist ab bestimmten Mitarbeiterzahlen oder bei entsprechender Gefährdung von den gesetzlichen Unfallversicherungsträgern einheitlich vorgeschrieben. Oftmals wird in diesem Rahmen auch der arbeitsmedizinische Dienst bei seiner vorsorgenden Tätigkeit unterstützt. Entsprechendes gilt für die Heilgehilfen nach den Bergverordnungen.
In der Bundeswehr werden mittlerweile grundsätzlich alle Soldaten zum Einsatzersthelfer A (vormals Helfer im Sanitätsdienst) ausgebildet, um im Bedarfsfall bei der Durchführung der sanitätsdienstlichen Hilfe unterstützen zu können („Hilfskrankenträger“ nach den Genfer Konventionen). Die Sanitätssoldaten im Zentralen Sanitätsdienst der Bundeswehr und im Heeressanitätsdienst wirken beim allgemeinen Auftrag des Sanitätsdienstes mit, um die Gesundheit der Soldaten zu schützen, zu erhalten und wiederherzustellen.

### Sanitätsausbildung

#### Ablauf und Umfang der Ausbildung

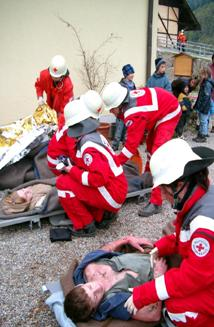
Sanitätskräfte bei einer Katastrophenschutz-Übung

Die Sanitätsausbildung dient der Vertiefung und Erweiterung der Inhalte eines Erste-Hilfe-Lehrgangs. Die Hilfsorganisationen haben dazu jeweils eigene (aber ähnliche) Ausbildungspläne entworfen und benennen die verschiedenen Ausbildungsstufen teils auch anders. Oftmals ist den Sanitätsausbildungen ein sogenanntes Einführungsseminar (Helfergrundausbildung beim Malteser Hilfsdienst; meist ca. acht Unterrichtseinheiten) vorgelagert, welches die Hilfsorganisation, deren Ziele und die beteiligten Personen vorstellt.
Das Deutsche Rote Kreuz (DRK) bietet eine einheitliche Sanitätsausbildung im Umfang von (mindestens) 48 Unterrichtsstunden zuzüglich Prüfungsdauer an. Ein derart ausgebildetes Mitglied darf nach vollendetem 16. Lebensjahr die Bezeichnung „Sanitäter“ führen. Mit weiteren Lehrgängen aus dem Grundausbildungsprogramm (z. B. Grundlagen der Betreuung) wird sie auch allgemein als „Einsatzkraft“ bezeichnet. Es gibt zahlreiche weiterführende und spezialisierende Fachausbildungen. In einigen Rotkreuz-Gemeinschaften (z. B. Wasserwacht) gibt es zusätzliche Ausbildungskurse wie zum Beispiel die für Rettungsschwimmer. Bis 2010 wurde die Sanitätsausbildung des DRK in drei Teilen A, B („Sanitätshelfer“; je 24 Unterrichtsstunden) und C (32 Unterrichtseinheiten Fachausbildung z. B. für den Zivil- und Katastrophenschutz) vorgenommen, für die Überleitung bereits ausgebildeter Helfer gibt es Anerkennungsregelungen. Mit der Einführung der aktuellen Ausbildungsordnung ab dem Jahr 2011 und des zugehörigen Leitfadens wurden die Ausbildungsinhalte angepasst sowie didaktisch aufbereitet. Dazu gehört – wie auch bei den meisten anderen Organisationen – z. B. die Verwendung eines AED und der Wegfall von vielen theoretischen Grundlagen zu Gunsten von mehr Praxisübungen. Zudem wurde eine Fortbildungspflicht von mindestens neun Unterrichtseinheiten innerhalb von zwei Jahren vorgegeben.
Die Johanniter-Unfall-Hilfe (JUH) bietet das Modul B2 der Integrierten Basisausbildung Sanität und Betreuung mit 60 Unterrichtseinheiten für alle Helfer. Absolventen müssen ihr 16. Lebensjahr vollendet haben und dürfen sich „Sanitäter“ (teilweise als „Sanitätshelfer“ bezeichnet) nennen. Die Ausbildung schließt mit einer schriftlichen und praktischen Prüfung ab, letztere besteht aus einem Fallbeispiel (beispielsweise einem Unfall) und einer Reanimation mit Larynxtubus und Defibrillator. In der Ausbildung lernen die Teilnehmer die Rettung nach dem ABCDE-Schema, worunter im Vergleich zum Erste-Hilfe-Kurs unter anderem auch die Beatmung mit Larynxtubus und Sauerstoff sowie erweiterte diagnostische Maßnahmen wie das Blutzuckermessen gehören. Teilweise gibt es (noch) die ehemaligen Ausbildungskurse Erste Hilfe für Fortgeschrittene (24 Unterrichtsstunden) und Sanitätshelfer alter Art (nur 48 Stunden).
Beim Malteser Hilfsdienst (MHD) existiert neben der weniger häufigen Ausbildungen zum „Notfallhelfer“ (vormals „Sanitätshelfer“, nicht zu verwechseln mit dem Notfallhelfer (NRW); i. d. R. 50 Unterrichtsstunden) auch der Einsatzsanitäter (ES) als neue vertiefende Standardausbildung für alle aktiven Helfer. Diese umfasst 80 Stunden Theorie und 20 Stunden Praktikum und stellt die Fachausbildung Sanität der Malteser dar.
Die Deutsche Lebens-Rettungs-Gesellschaft (DLRG) hat neben der Rettungsschwimmer und -taucherausbildung die alte Einteilung des DRK zum Teil (A und B) übernommen, eine Person mit der Ausbildungsstufe A wird bei der DLRG als Sanitätshelfer bezeichnet, ab Stufe B als Sanitäter. Die Ausbildung umfasst je Teil 24 Stunden und beinhaltet auch wasserrettungsspezifische Inhalte. Im Lehrgang San A werden Kenntnisse im Legen von Guedel-Tuben, der Herz-Lungen-Wiederbelebung, der Verwendung eines AED und entsprechendes Hintergrundwissen vermittelt. Ebenso werden die Teilnehmer befähigt, Sauerstofftherapien durchzuführen. San B sind im Vorbereiten von Injektionen, Infusionen, dem Anwenden von Vakuummatratzen, Larynx-Tuben etc. geschult. Die Potsdamer DLRG hat zudem die Einsatzsanitäterausbildung der Malteser weiterentwickelt (100 Unterrichtsstunden; umfasst San A+B, eine AED-Schulung sowie die Katastrophenschutzausbildung gem. Landesvorschrift Brandenburg). Alle zwei bis drei Jahre muss die Ausbildung durch ein Fortbildungsseminar mit zwölf Stunden Umfang aufgefrischt werden.
Im Arbeiter-Samariter-Bund Deutschland (ASB) werden zwei Stufen der Sanitätsausbildung unterschieden, der Sanitätshelferlehrgang (SHL) mit 48 Stunden Ausbildung zuzüglich Prüfungsdauer und der Sanitätsdienstlehrgang (SDL) mit 24 Unterrichtseinheiten zuzüglich Prüfungsdauer und Abschlussprüfung. Vor diesen beiden Lehrgängen muss der Helfer einen Erste Hilfe Grundlehrgang abschließen. Die SHL-Prüfung kann entfallen, wenn die SDL-Ausbildung binnen drei Monaten nach Abschluss des Sanitätshelferlehrgangs begonnen wird. Nach erfolgreicher Teilnahme und bestandener Prüfung des SHL wird der Helfer zum Sanitätsersthelfer. Der erfolgreiche Abschluss des SDL macht aus dem Teilnehmer einen Sanitäter.
Die Aus- und Fortbildung der Betriebssanitäter wird in einschlägigen Vorschriften (BGV A1 – „Prävention“; DGUV Grundsatz 304-002, ehemals BGG 949) vergleichsweise genau definiert.
Für die Ausbildung des militärischen Sanitätspersonals siehe Einsatzersthelfer.

#### Inhalt und Durchführung der Ausbildung

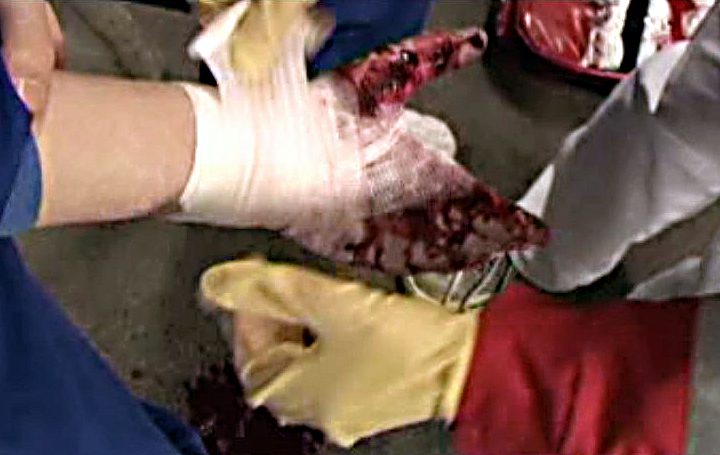
Versorgung einer Wunde

Um zu den Einstiegsausbildungskursen Sanität zugelassen zu werden, ist in aller Regel der vorherige Abschluss eines Erste-Hilfe-Kurses (9 Stunden, vor dem 1. April 2015: großer Erste-Hilfe-Lehrgang mit 16 Stunden) nötig. Sie umfasst medizinische Themen wie Anatomie und Physiologie, Lebensbedrohliche Störungen von Bewusstsein, Atmung und Kreislauf, Schädel-Hirn-, Poly-, Thorax- und Bauchtrauma, thermische Schäden, Infektionskrankheiten, gynäkologische Notfälle, Unfälle mit Gefahrstoffen/Vergiftungen, Rettung und Transport, akute Erkrankungen der Gefäße, Diabetes mellitus, Schockbekämpfung, Stromunfälle, Knochenbrüche, Herzkrankheiten, allgemeine Notfälle und Bagatellverletzungen. Darüber hinaus werden gerätekundliche Teile wie Umgang mit Blutdruck- und Blutzuckermessgeräten, Absaugungs- und Beatmungshilfsmitteln (Beatmung mit dem Beatmungsbeutel, Einführen eines Guedel-Tubus und Larynxtubus) sowie Schienungs- und Transportmitteln vermittelt. Weiterhin werden Kenntnisse für die Assistenz und Vorbereitung ärztlicher Maßnahmen wie Injektion, Infusion und Intubation sowie über das Medizinproduktegesetz und die Medizinprodukte-Betreiberverordnung (MPBetreibV) vermittelt.
Die Johanniter-Unfall-Hilfe schult Teilnehmer zusätzlich hinsichtlich Persönliche Schutzausrüstung (PSA) und Rechte eines Sanitäters. Außerdem wird der eigene psychische Umgang mit belastenden Einsätzen gelehrt.
In der Ausbildung zum Betriebssanitäter kommen noch Themen aus dem Umfeld der Berufsgenossenschaft hinzu, zum Beispiel Arbeitsschutz und Verwaltungsregelungen zur Bearbeitung von Arbeitsunfällen.
Am Ende der Sanitätsausbildung finden üblicherweise schriftliche und praktische Prüfungen statt.
Die Ausbildungsdauer schwankt je nach Vorgabe der ausbildenden Organisation, üblich sind zwischen 48 und 80 Unterrichtsstunden (z. B. SanA und SanB zusammen mit dem Lehrgang zur Frühdefibrillation). Um ehrenamtlichen Mitgliedern der Hilfsorganisationen die Ausbildung zu ermöglichen, wird sie oft abends und/oder an mehreren Wochenenden durchgeführt.
Angeboten wird die Ausbildung in der Regel von Hilfsorganisationen, der Feuerwehr, der Bundeswehr, privaten Rettungsdienstschulen oder freiberuflichen Ausbildern.

### Weiterführende Ausbildung
Die nächsthöhere Qualifikationsstufe ist üblicherweise die Ausbildung zum Rettungshelfer oder Rettungssanitäter.
Im Malteser Hilfsdienst wurde mit dem Einsatzsanitäter eine Qualifikationsstufe zwischen der klassischen Sanitäts(helfer)ausbildung und dem Rettungshelfer eingeführt: die Ausbildung ist mehr auf rettungsdienstliche Maßnahmen ausgerichtet und wird durch ein Praktikum ergänzt.
Ergänzend zu den genannten Ausbildungen mit notfallmedizinischen Inhalten existieren weitere Qualifikationen (z. B. Rettungsschwimmer) und weiterführende Fachdienstausbildungen, z. B. für Wasserrettung oder Verpflegungsdienst.

### Sonstiges

#### Wettkampfmannschaft
Bei dem Landes- bzw. Bundeswettkampf der Johanniter-Unfall-Hilfe treten Sanitätshelfer innerhalb einer sog. A-Mannschaft an.

#### Posttraumatische Belastungsstörung
Sanitäter können während ihrer Einsätze durch berufliche Extrembelastungen im konkreten Einzelfall auch selbst erkranken und im Rahmen der Sozialgerichtsbarkeit schlussendlich vom Bundessozialgericht „bei berufsbedingt hinreichend hohem Erkrankungsrisiko“ auch die Möglichkeit einer „Wie-Berufskrankheit“ mit Entschädigung gerichtlich gründlich überprüfen und anerkennen lassen: Das Verbrauchermagazin Finanztest informierte 2024 über einen vom Bundessozialgericht überprüften Fall von einem Sanitäter mit beruflicher Extrembelastung, der ein Trauma erlitt durch mehrfach miterlebten Amoklauf und Suizid und daher an einer Posttraumatischen Belastungsstörung (PTBS) erkrankte, so dass schlussendlich das BSG die psychische Erkrankung des Sanitäters als eine gerichtlich nachprüfbare „Wie-Berufskrankheit“ anerkannte, obwohl Psychische Erkrankungen bisher nicht auf der Liste mit allen Berufskrankheiten gelistet sind.

## Österreich
In Österreich bezeichnet man damit allgemein Personal im Rettungsdienst (Rettungs- und Notfallsanitäter). Auch nichtärztliches medizinisches Personal des Bundesheeres wird in der Regel als „Sani“ bezeichnet.
Bei österreichischen Feuerwehren ist der Begriff Feuerwehrsanitäter eingeführt.

## Schweiz

### Dipl. Rettungssanitäter HF
In der Schweiz existiert das Berufsbild des diplomierten Rettungssanitäters, der die höchstqualifizierte nicht-ärztliche Person im Rettungsdienst darstellt. Die Berufsbezeichnung „Dipl. Rettungssanitäter HF“ ist geschützt und darf nur von Absolventen einer höheren Fachschule geführt werden.
In manchen spitalgebundenen Rettungsdiensten werden Rettungssanitäter mit einer zuvor abgeschlossenen Anästhesiepflegeausbildung als Äquivalent zum Notarzt aufgeboten (via „Anästhesiezubringer“).

### Erste-Hilfe-Ausbildung nach dem Modell „FIRST AID“ des Interverbands für Rettungswesen (IVR)
Der IVR koordiniert, nebst dem Rettungsdienst, schweizweit die Erste-Hilfe-Ausbildung und stellt deren Qualität sicher. Es existieren drei Ausbildungsstufen, die jeweils modular aufeinander aufgebaut sind (IVR-Stufe 1, 2, 3).

#### IVR-Stufe 1: Nothilfekurs
Dieser Kurs dauert zwei Tage und vermittelt die Grundkenntnisse in lebensrettenden Sofortmaßnahmen (BLS-AED), insbesondere im Straßenverkehr, und ist Voraussetzung zum Erwerb eines Führerscheins.

#### IVR-Stufe 2: Allgemeine Erste Hilfe („Samariterkurs“)
Der Kurs erfordert ein gültiges Stufe-1-Zertifikat (nicht älter als zwei Jahre) und vermittelt grundlegendes Wissen in der Ersten Hilfe.
Für Samariter stellt er, nebst eines „Postendienstkurses“ und regelmäßigen Übungen, die Minimalvoraussetzung für die aktive Teilnahme an Sanitätsdiensten dar. Deshalb ist oft die Rede vom „Samariterkurs“. Dieser dauert drei Tage. Nicht selten sind aktive Samariter in so genannte „Feuerwehrsanitätstruppen“ integriert und werden bei Großschadenslagen (Massenanfall von Verletzten, MANV) aufgeboten.

#### IVR-Stufe 3: Erweiterte Erste Hilfe (für spezifische Aufträge)
Der auf den zwei vorherigen Stufen aufgebaute Kurs (vorherige Kurse nicht älter als zwei Jahre) dauert mindestens weitere fünf Tage und vermittelt den Teilnehmenden erweitertes Wissen in der Ersten Hilfe sowie grundlegende Arbeitstechniken im Rettungsdienst.
Es handelt sich hierbei um die höchste Stufe der Laienausbildung und stellt ein Bindeglied zum Rettungsdienst dar. Der Kurs endet mit schriftlichen und praktischen Prüfungen und der Bezeichnung „First Aid Stufe 3 IVR“, oftmals mit der Zusatzbezeichnung „Betriebssanitäter“.

#### Weiterbildungsmöglichkeiten mit gültigem Zertifikat „IVR-Stufe 3“
Je nach Notwendigkeit, z. B. im Rahmen einer Tätigkeit im Rettungsdienst oder anderen spezifischen Aufgabenbereichen, können weitere Kurse absolviert werden (teilweise vom arbeitgebenden Unternehmen, z. B. Rettungsdienst, selbst gestellt).
Beispielsweise: Infusionskurs (Venenzugang legen), PHTLS, Anwendung Guedel-Tubus, erweitertes Wissen in Anatomie, Physiologie, Pathophysiologie, Notfallpsychologie, Pharmakologie, diverse Schwerpunktthemen (z. B. „Management Polytrauma“, „EKG-Interpretation“). Auch Rettungsdienstpraktika können (und müssen teilweise) absolviert werden.
In manchen Fällen wurden entsprechend geschulte Leute als „Patiententransporthelfer“ oder „Transporthelfer“ bezeichnet, um die erweiterten Kenntnisse zu unterstreichen.
Die Bezeichnung ist veraltet und soll nicht mehr verwendet werden. Stattdessen werden spezifische, betriebsinterne Funktionsbezeichnungen vergeben, sofern die erwünschten Minimalanforderungen erfüllt sind (beispielsweise Bezeichnungen wie „Betriebssanitäter“, „First Responder“ oder allgemeingültige Bezeichnungen wie „Sanitäter“ oder „Mitarbeiter Rettungsdienst“).
Insgesamt lässt sich so einen theoretischen Lerninhalt von ca. 160 Stunden erreichen (mindestens aber 80), der durch ein Rettungsdienstpraktikum und regelmäßige Übungen sowie der Teilnahme an Sanitätsdiensten gefestigt werden sollte (was meistens entsprechend verlangt wird).

#### Sonstiges
Allgemein spricht man in der Schweiz ab IVR-Stufe 2 von „Sanitäter“ – aufgrund der öffentlichen Tätigkeit von Samaritervereinen an Events und der Integration von „Samaritern“ in Feuerwehrsanitätstruppen. Die Zertifikate müssen spätestens alle zwei Jahre durch einen Refresher-Kurs erneuert und bestätigt werden. Ansonsten erlischt ihre Gültigkeit.